# Ripaberarda
(Domenico Urbani)
Ripaberarda è un ex comune italiano della provincia di Ascoli Piceno, oggi frazione di 900 abitanti di Castignano. Ripaberarda fa parte della Diocesi di Ascoli Piceno. La cittadina fa parte, inoltre, del Parco dei Calanchi e Monte Ascensione e della Comunità montana del Tronto.

## Geografia fisica
Il paese si trova nella parte meridionale della regione Marche e dista 43 km dal mare Adriatico. Il suo centro urbano sorge ad un'altitudine di 465 m s.l.m., nella zona di confluenza tra il torrente Chifenti, il torrente Bretta e il torrente Macchia circondato da dolci colline, dai calanchi e dal Monte dell'Ascensione.

### Fiumi e torrenti
- Torrente Chifenti
- Torrente Bretta
- Torrente Macchia

### Clima
Il clima del paese di Ripaberarda è di tipo subappenninico, trovandosi a ridosso di importanti catene montuose. Gli inverni sono umidi e freschi, e quando le correnti balcaniche giungono fin sul medio Adriatico, in città si assiste a precipitazioni nevose ed un forte abbassamento della temperatura. Talvolta, le nevicate possono risultare piuttosto intense e persistenti. Tra le ondate di gelo più intense negli ultimi 20 anni, con accumuli nevosi importanti, spesso superiori al mezzo metro o un metro o anche oltre di manto bianco al suolo, si rammentano quelle di gennaio 1993, dicembre 1996, gennaio 1999, gennaio e febbraio 2005, dicembre 2007, oltre alle copiosissime nevicate del 2012, 2013 e quelli di gennaio 2017. Sono frequenti gelate notturne e anche il fenomeno della nebbia non è raro. Le estati risultano calde e con precipitazioni poco frequenti per lo più dovute ad improvvisi e a volte violenti temporali pomeridiani con grandinate. Nei giorni più caldi si possono raggiungere temperature di 37°-38° o 40°. La temperatura media del mese di gennaio si attesta sui 2°-6° mentre quella di luglio sui 24°-26°.
| Mese          | Mesi | Mesi | Mesi | Mesi | Mesi | Mesi | Mesi | Mesi | Mesi | Mesi | Mesi | Mesi | Stagioni | Stagioni | Stagioni | Stagioni | Anno |
| Mese          | Gen  | Feb  | Mar  | Apr  | Mag  | Giu  | Lug  | Ago  | Set  | Ott  | Nov  | Dic  | Inv      | Pri      | Est      | Aut      | Anno |
| ------------- | ---- | ---- | ---- | ---- | ---- | ---- | ---- | ---- | ---- | ---- | ---- | ---- | -------- | -------- | -------- | -------- | ---- |
| T. media (°C) | 2,6  | 6,6  | 9,7  | 15,5 | 20,0 | 24,5 | 30,0 | 28,5 | 23,5 | 16,2 | 8,4  | 3,3  | 4,2      | 15,1     | 27,7     | 16,0     | 15,7 |

## Toponimo e origini storiche
Nella collina alle falde del monte dell'Ascensione, a 15 km da Ascoli Piceno, sorge Ripaberarda, antico castello del comitato ascolano, le cui origini si perdono nella notte dei tempi.
Non meno misterioso è il nome di Ripaberarda, che taluni studiosi attribuiscono alla somme del sostantivo "Ripa" ed uno sconosciuto "Berardo", e ancora più ignoto il nomignolo di "la Troia", tuttora usato dai suoi abitanti e da quelli del circondario. Alcuni autori fanno risalire la nascita del paese ad epoche remote, addirittura al IX secolo prima di Cristo, per opera di popolazioni pelasgiche provenienti dall'area adriatica. In qualche maniera c'è un legame con la città cantata nell'Iliade da Omero, come sembra indicare la singolare toponomastica del centro storico: Piazza Priamo, Via Anchise, Via Enea, ma l'affascinante versione epica del nome del borgo antico sembra comunque tramontata in base al recente lavoro di alcuni storici che fanno derivare il nome da troie o truie (= pista per il bestiame) o più probabilmente da trivium o troia (= incrocio di tre vie).
A complicare le cose non esiste materiale archivistico proprio e pertanto il primo dato certo compare nel Quinterone del Comune di Ascoli, nel quale si rivela che nel 1298 ad alcuni abitanti del castello viene concessa la cittadinanza ascolana e si attesta che la comunità di Ripaberarda, pur fornita di propri statuti ed autogoverno, è da sempre appartenuta al distretto di Ascoli sotto la giurisdizione del rettore della Marca.
A testimonianza di quei tempi il Castello di Ripa Berarda sfila con i suoi figuranti, che vestono i colori oro e nero, alla Giostra della Quintana di Ascoli Piceno tra i castelli assoggettati alla città dominante.
Nel 1510 tre quarti del castello franarono a causa delle erosioni del torrente Macchia e con le case fu distrutta anche la chiesa benedettina al patrono Sant'Egidio. Dalla relazione della visita pastorale del vescovo ascolano Nicolò Aragona, avvenuta tra il 1580 ed il 1581, si apprende che nel paese era già stata istituita la Confraternita del Corpus Domini.
Ripaberarda è stata comune fino al dicembre 1865 quando, con Regio Decreto, ne fu disposta l'aggregazione a Castignano di cui ancora oggi è l'unica frazione. Nel paese è ancora visibile la porta castellana ed i resti della mura fortificate e può facilmente immaginarsi l'impianto urbano del Castello che, per la sua struttura, ha tutte le caratteristiche di una roccia inaccessibile a difesa dei confini.
All'interno del castello è possibile vedere un campanile cinquecentesco, decorato in sommità con piatti di maiolica di colore azzurro, il cui progetto è attribuito ad Antonio da Lodi, probabilmente eretto su un affusto preesistente utilizzato come torre di avvistamento, un campanile così maestoso, annoverato tra i più importanti bene artistici marchigiani, che a causa della posizione precaria del basamento e della delicatezza della fattura necessaria di continui interventi conservativi, è un altro mistero di questo piccolo paese. Nella chiesa di Santa Maria situata nella piazza sottostante il castello, in un'apposita teca posta sotto l'altare maggiore, è posta la Croce Santa che da secoli è il simulacro più venerato da tutti gli abitanti di Ripaberarda. Oltre l'inestimabile valore religioso e devozionale ci troviamo di fronte ad un grande manufatto dell'arte ascolana del XV secolo in argento dorato raffigurante da un lato il crocifisso con alle estremità la Vergine, un angelo e San Giovanni mentre nell'altro lato il Redentore con alle stremità i simboli dei quattro Evangelisti. Nella cripta della chiesa parrocchiale è posto uno splendido altare monumentale di Lazzaro Giosfatti costruito per la chiesa cattedrale di Ascoli Piceno e donato alla comunità ripaberardese.
Oggi Ripaberarda, oltre a conservare il passato, è un centro estremamente dinamico che ha coniugato la sua economia rurale con innumerevoli iniziative artigianali ed industriali segnalandosi nella lavorazione del legno ed in particolare del parquet.
Purtroppo la conformazione del terreno non ha permesso uno sviluppo armonico intorno al centro storico ed il sistema abitativo si è dovuto adeguare proponendo una lunga e stretta teoria di costruzioni lungo la strada provinciale "Ripaberardese" che da un lato porta verso Ascoli Piceno, Appignano del Tronto, Castel di Lama e dall'altro verso Castignano, Rotella, Offida, Capradosso e Montalto delle Marche. La più importante manifestazione pubblica è la festa patronale che si tiene nella prima decede del mese di agosto e che richiama, in questo piccolo centro del Piceno, un grande numero di visitatori per degustare l'ottima cucina locale ed assistere a spettacoli, musicali, teatrali e storici ad altissimo livello.

### I precedenti concerti
- 1992: Edoardo Vianello
- 1993: Riccardo Fogli
- 1994: Stadio
- 1995: Fausto Leali
- 1996: Pierangelo Bertoli
- 1997: Matia Bazar
- 1998: Paola Turci
- 1999: Gatto Panceri
- 2000: Eugenio Finardi
- 2001: Tullio De Piscopo
- 2002: Luca Barbarossa
- 2003: Premiata Forneria Marconi
- 2004: Le Orme
- 2005: Enrico Ruggeri
- 2006: Niccolò Fabi
- 2007: Spettacolo Pinocchio
- 2008: Formula 3
- 2009: Fabiana Conti Band
- 2010: Solo e Sempre Nomadi
- 2011: Mario Reyes e The Gipsy Kings Family
- 2012: Danilo Sacco
- 2013: Collage
- 2014: Queenmania
- 2015: Modena City Ramblers
- 2016: La Rua
- 2017: Enrico Capuano con Tony Esposito e Cecilia Gayle
- 2018: Après La Classe
- 2019: Mietta

## Terremoti

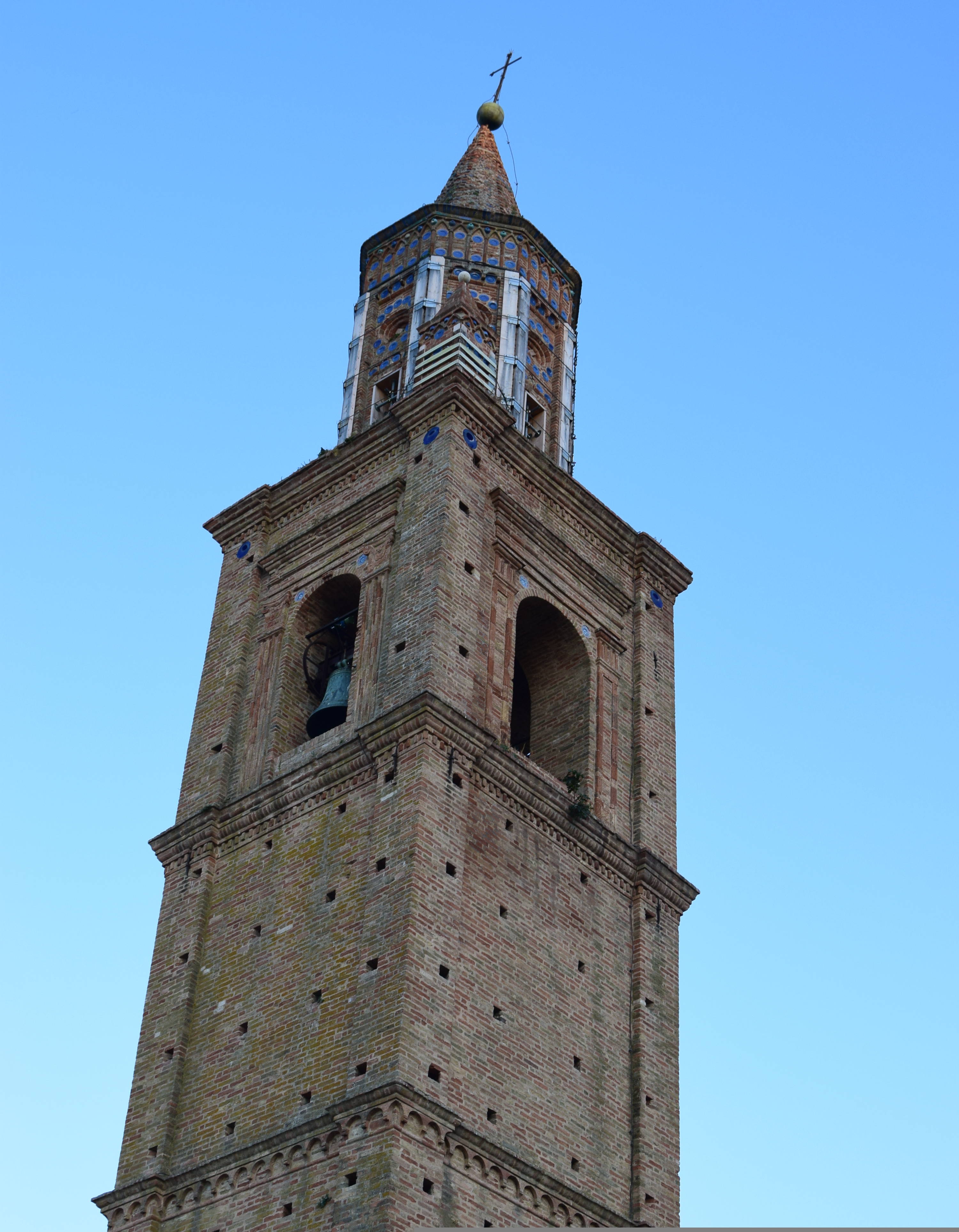
Campanile dopo il terremoto del centro Italia 2016

Il 3 ottobre 1943 alle ore 8:28:0 UTC, 9:28:0 ora italiana, un terremoto di magnitudo 6.1 della scala Richter e IX-X grado della scala Mercalli colpì i paesi della provincia di Ascoli Piceno con l'epicentro tra Offida, Castignano, Appignano del Tronto e Ripaberarda, ci furono paesi gravemente danneggiati e morti. Il terremoto causò anche lievi danni nelle provincie di Fermo, Macerata, Ancona, Rieti, Terni e Teramo. Inoltre fu percepito in tutte le Marche, Abruzzo, Umbria, Toscana, Lazio, Roma compresa, Bologna, Campobasso e Napoli. La sequenza sismica ebbe inizio alcuni mesi prima.
Il 5 dicembre 2012 alle ore 02:18 UTC, un terremoto di magnitudo 4.0 Richter è avvenuta ad una profondità di 26,8 km. Fu distintamente avvertita dalla popolazione in una vasta area anche nelle province limitrofe, non ha causato danni a persone, animali o cose

## Monumenti e luoghi d'interesse
La costruzione simbolo del paese è un campanile del Cinquecento, alto 48 m e progettato da Antonio da Lodi, in laterizi, decorato di maioliche alla sommità. Il campanile ha base quadrangolare e una cuspide con supporto ottagonale, circondata da quattro pinnacoli. Lo stile ricorda da vicino quello di analoghe strutture ammirabili nel Teramano, come le torri delle cattedrali di Teramo, Atri e Campli e la torre campanaria di Corropoli.
La chiesa di Sant'Egidio Abate e Santa Maria extra Moenia, il castello (che ospita un museo di arte sacra), i due monumenti dei caduti delle guerre, i calanchi, il centro storico, il palazzetto dello sport Olimpia e i giardini.

### La chiesa di Sant'Egidio Abate
L'attuale chiesa di Sant'Egidio Abate è il risultato di una generale rielaborazione di una chiesa cinquecentesca: quella di "Maria extra Moenia" cioè "fuori le mura". La Chiesa di Santa Maria, in origine sorgeva all'interno delle mura del castello di Ripa Berarda insieme all'oratorio di Sant'Egidio. Sicuramente doveva essere un edificio di grande importanza perché nei documenti che censivano le numerose chiese della zona (Sant'Egidio, Santa Maria, San Pietro, San Nicola, San Pastore, Sant'Angelo e Santa Maria di Colle Guardia), quella di Ripaberarda era sempre al primo posto.
Dopo essere andata in rovina, probabilmente per una frana, rimase come unica chiesa interna l'oratorio di Sant'Egidio.
Questo era di piccole dimensioni e per far fronte all'urgenza venne ampliato e dotato del campanile che possiamo ammirare tutt'oggi.
Nell'ultimo scorcio del Cinquecento venne costruita la chiesa di Santa Maria all'esterno del perimetro murario; da qui il nome "extra moenia".
In origine l'interno non era come quello attuale e neanche l'orientamento. Si entrava dalla parte opposta, dive oggi c'è la zona absidale con la sacrestia, salendo su due scalinate simmetriche che piegavano ad emiciclo incontrandosi davanti al grande portone d'ingresso. Di qui si varcava la soglia e si poteva ammirare una chiesa a navata unica con copertura lignea a capriate; uno spazio di grande bellezza e suggestione. In fondo, addossato alla parete divisoria della sacrestia c'era l'altare maggiore, che oggi si trova nella cripta e ai lati quattro nicchie con altrettanti altari sormontati da dipinti; uno dei quali è stato appena restaurato e si può vedere sopra la porta dell'attuale sacrestia.
Nel 1928 la chiesa di Santa Maria venne trasformata e mutò il nome in chiesa di Sant'Egidio Abate. L'ingresso venne spostato nella parete opposta e l'interno venne "contaminato" da una sovrastruttura riecheggiante come il Duomo ascolano, ma di tutt'altra dimensione e proporzione.
Venne ricavata la cripta con uno scalone di accesso centrale, che in seguito venne chiuso per ricavare l'attuale presbiterio.
Nell'occasione venne innalzato il piano di calpestio di circa 100-150 centimetri.

## Eventi

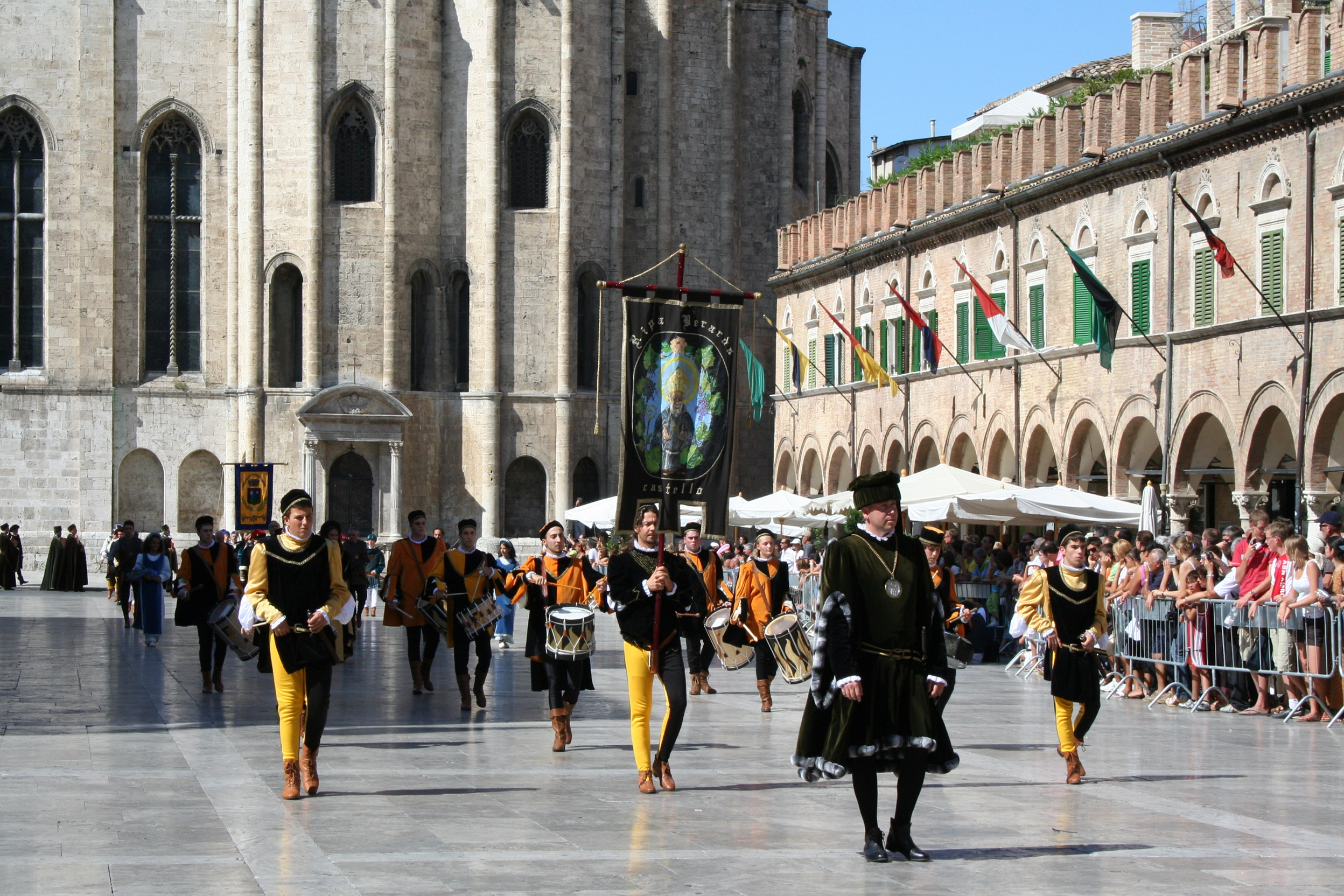
Gruppo castello Ripaberarda alla Giostra della Quintana di Ascoli Piceno

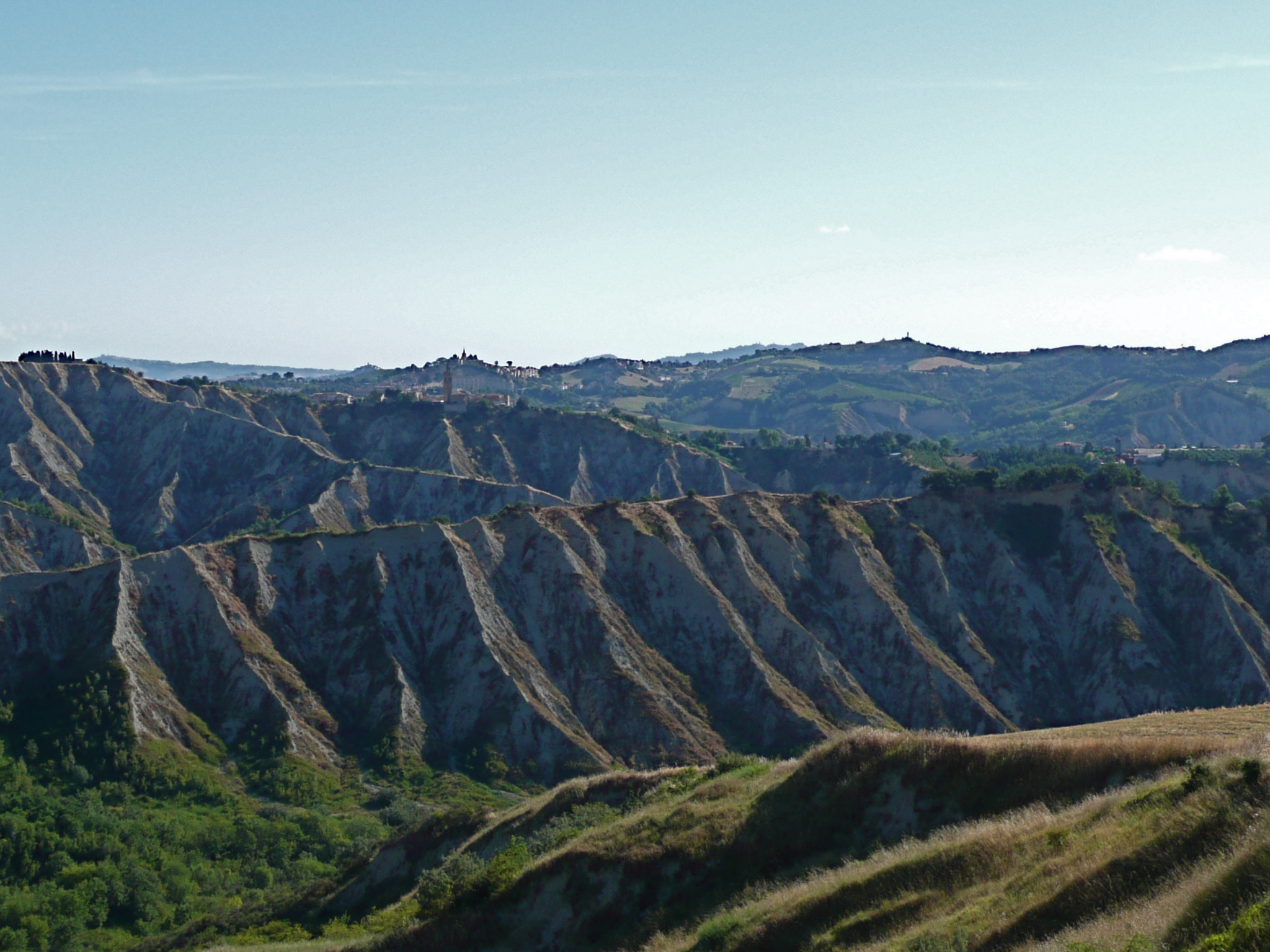
I calanchi

La più importante manifestazione pubblica è la festa patronale che si tiene nella prima decede del mese di agosto e che richiama, in questo piccolo centro del Piceno, un grande numero di visitatori per degustare l'ottima cucina locale ed assistere a spettacoli, musicali, teatrali e storici ad altissimo livello. Ripaberarda è comunque conosciuta anche per lo splendido caratteristico paesaggio che la circonda: i calanchi.